# Liga Nacional de Baloncesto de Honduras
La Liga Nacional de Baloncesto (LNB), conocida como Liga Nacional de Baloncesto Apostemos por motivos de patrocinio con la casa de apuestas Apostemos.hn, es la liga de baloncesto más importante de Honduras.

## Historia
El baloncesto en Honduras se introdujo en 1923, y su primer campeonato oficial se jugó en 1928, marcando el inicio de lo que eventualmente sería la Liga Nacional de Baloncesto de Honduras. En este primer torneo, participaron cuatro equipos: Tegucigalpa, Helios, Motagua, y Capitalino. El campeonato fue ganado por el Club Helios, bajo la dirección de su entrenador José León Fúnez, y los árbitros del torneo fueron los mismos entrenadores de los equipos, como era común en ese entonces.
El equipo Capitalino se disolvió rápidamente tras el campeonato inaugural, mientras que los demás equipos continuaron compitiendo por varios años, promoviendo el crecimiento del baloncesto en el país. Durante estos primeros años, surgieron nuevas organizaciones de baloncesto en otras regiones de Honduras. Entre los equipos más destacados se encontraba  la división de baloncesto del Club Deportivo Marathón, integrado por figuras como Selvin Lowe y Panchi Cálix.
El baloncesto comenzó a ganar popularidad, y aunque no se estructuró formalmente como una liga nacional en esos primeros años, las competiciones entre estos equipos establecieron las bases para la organización de torneos en todo el país.

### Primeros años y desarrollo
Durante las décadas siguientes, el baloncesto hondureño fue creciendo de manera gradual. Aunque la falta de infraestructura y organización impidió la creación de una liga formal, el deporte se expandió a otras ciudades, como San Pedro Sula, donde surgieron nuevos equipos y talentos,. Estas competiciones regionales mantuvieron vivo el interés por el baloncesto y prepararon el terreno para la creación de una liga más estructurada en las décadas posteriores.
La organización de torneos y el aumento en la cantidad de equipos contribuyeron al desarrollo del baloncesto en todo el país, a pesar de los desafíos logísticos y financieros que enfrentaba el deporte en sus primeros años.

### Relanzamiento del baloncesto en 2024
En años recientes, FENABAH y HonduBasket han trabajado arduamente en el resurgimiento del baloncesto en el país. En 2024, FENABAH fue clave en el relanzamiento de la Liga Nacional de Baloncesto de Honduras, con el apoyo de patrocinadores como la empresa Apostemos. Este esfuerzo busca revivir el deporte en un formato profesional, con equipos masculinos y femeninos, así como ligas menores.

## Formato de competencia y reglamentaciones

### Reglamentaciones
- Cada partido dura cuarenta minutos divididos en cuatro cuartos de diez minutos cada uno.
- Cada equipo puede solicitar 2 tiempos muertos en la primera mitad del partido y 3 en la segunda mitad del partido.
- Entre el primer y segundo cuarto y entre el tercer y cuarto hay dos (2) minutos de descanso, entre el segundo cuarto y el tercer cuarto hay quince (15) minutos de descanso.
- En caso de igualdad al finalizar los cuatro cuartos se dispone de cuantos tiempos extras sean necesarios para desempatar la serie.

### Formato de competencia
Fase regular
La etapa regular está compuesta por una liga donde todos los equipos se enfrentan unos a otros tres veces. Al finalizar los enfrentamientos cada equipo se ordena en una tabla de posiciones y los ubicados del primero al cuarto avanzan a play-offs enfrentando al primer lugar contra el cuarto y al segundo lugar contra el tercero.
Play-offs
La etapa de play-offs está subdividida en dos etapas, las semifinales y la final.
- Las semifinales están integradas por los ganadores de la fase regular. Los ganadores avanzan de etapa mientras que los perdedores dejan de participar. Son disputadas al mejor de tres partidos.
- Las finales son disputadas por los dos ganadores de la fase previa. Los juegos son disputados al mejor de tres partidos.

## Equipos
| Temporada 2024         |             |               |
| Equipo                 | Ciudad      | Miembro desde |
| Atlántida Basket       | Tegucigalpa | 2024          |
| ICEVIC                 | Tegucigalpa | 2024          |
| INVERCORZA             | Tegucigalpa | 2024          |
| Nacional de Ingenieros | Tegucigalpa | 2024          |

## Campeones

### Campeones de Liga
| Temporada | Campeón                | Serie | Subcampeón       |
| --------- | ---------------------- | ----- | ---------------- |
| 2024      | Nacional de Ingenieros | 2-0   | Atlántida Basket |